# خز دریایی
خَز دریایی یا اُبلیا (به انگلیسی: Obelia) گونه‌ای از مرجانیان می‌باشد، و در زیر اقیانوس‌ها زندگی می‌کند.
خز دریایی جزئی از کیسه‌تنان (مانند عروس دریایی) و البته با ابعادی حدود یک میلی‌متر است. ابلیا چون ساقه‌ای است که شاخه‌هایی از آن روییده باشد. ابلیاها دارای شبکه‌ای از اعصاب، اما فاقد مغز هستند. ابلیاها روی جلبک‌ها و بسترهای سخت کرانه تحت جزر و مدی رشد می‌کنند. ابلیاها غالباً تا عمق دویست متری یافت می‌شوند. آن‌ها در آبگیرهای صخره‌ای جزر و مدی و در پایین‌ترین سطح جریان‌های آبی بهاره رشد می‌یابند.

## زادآوری
مانند بسیاری از کیسه‌تنان، زندگی ابلیا از دو مرحله مجزا تشکیل شده است. دو مرحلهٔ غیرجنسی یا پولیپی و جنسی یا مدوسی (مدوزی) است.
مرحله اول یک فاز آزاد که مدوسی نیز نامیده می‌شود و ابتدایی است، و مرحله دوم فاز که ایستا نام دارد. این تک‌سلولی با دهان زرد ستاره‌مانندی تغذیه می‌کند، در اطراف دهان هم چهار زائده تولیدمثلی واقع شده‌اند. تخم‌هایی که در فاز مدوسی تولید می‌شوند، در طول زمان تبدیل به لاروی شناور خواهند شد، این لاروهای شناور یا پلانولاها زمانی که بتوانند به سطح سختی متصل شوند، فاز ایستا را آغاز خواهند کرد و در نهایت به پولیپ‌های تولیدمثلی که مانند جارو هستند و می‌توانند این چرخه را از نو آغاز کنند، تبدیل خواهند شد.
در مرحلهٔ اول یعنی تکثیر غیرجنسی کلنی پولیپ، ابلیا به شکلی آویخته به سطح بستر می‌چسبد.
در این کلنی بالغ، هم هیدرانت‌های اختصاصی به نام گاستروزوئید وجود دارند که بنا بر قرار گرفتن در وضعیت تغذیه‌ای بهتر، می‌توانند گسترش یافته یا به شکل متمرکز یافت شوند و هم گونوزوئیدها یا پولیپ‌های تولید مثلی قرار دارند که در بر گیرنده جوانه‌های مدوسا هستند.
هیدرانت‌های دیگری هم وجود دارند که صرفاً وظیفهٔ دفاع از کلنی بر عهدهٔ آنهاست. در نهایت کل مجموعه و بدنهٔ اصلی گروه از بافت نرمی تشکیل شده‌است که خود، مجموعه‌ای از هیدروئیده یا جانوران مرجانی است و توسط پوشش سختی که غالب مرجان‌ها را احاطه کرده‌است محافظت می‌شود.
اما مرحلهٔ دوم تکثیر ابلیا یا تکثیر جنسی آن با آزاد شدن مدوسی از گونوزوئیدها آغاز می‌شود. مدوسی‌ها شکلی همانند ژله ماهیان دارند. تشخیص جنسی مدوسی نر از ماده جز با مشاهدهٔ داخلی غدد جنسی‌شان که محتوی تخم یا اسپرم است، امکان‌پذیر نیست. مدوسی‌ها به طریق جنسی تکثیر می‌یابند به این صورت که اسپرم و تخمک را آزاد ساخته و پس از لقاح، تولید تخم یا زیگوت می‌کنند که بعد به بلاستولا تبدیل می‌شود.
مرحله بعدی، زندگی لاروی است. این لاروهای شناور مودار پلانولا نام دارند. پلانولاها مدتی را به شکل آزاد و شناور در آب زندگی می‌کنند تا اینکه سرانجام خودشان را به سطحی ثابت و سخت بچسبانند و مرحلهٔ اول تکثیرشان یعنی تکثیر غیرجنسی را آغاز کنند.